# Rio Santo Cristo
Le rio Santo Cristo (« rivière Saint-Christ ») est un cours d’eau brésilien de l’État du Rio Grande do Sul.